# Big Me
Big Me – czwarty singel amerykańskiego zespołu rockowego Foo Fighters z ich debiutanckiego albumu Foo Fighters. Został wydany 25 lutego 1996. Akustyczna wersja utworu została umieszczona na wydanym w 2006 albumie koncertowym Skin and Bones.
W 1996 teledysk do singla był nominowany do nagrody MTV Video Music Awards w pięciu kategoriach, wygrywając statuetkę w kategorii Best Group Video.

## Lista utworów
1. „Big Me”
2. „Floaty (BBC Evening Session Version)”
3. „Gas Chamber (BBC Evening Session Version)” (cover Angry Samoans)
4. „Alone + Easy Target (BBC Evening Session Version)”

## Listy przebojów
| Lista przebojów (1996) | Pozycja |
| ---------------------- | ------- |
| Canadian Singles Chart | 15      |
| UK Singles Chart       | 19      |
| Modern Rock Tracks     | 3       |
| Mainstream Rock Tracks | 18      |